# Giuseppe Beghetto
Giuseppe Beghetto, född 8 oktober 1939 i Tombolo, är en italiensk före detta tävlingscyklist.
Beghetto blev olympisk guldmedaljör i tandem vid sommarspelen 1960 i Rom.